# 玻璃花與毀壞的世界
《玻璃花與毀壞的世界》是一部日本動畫電影，於2016年1月9日上映。

## 概要
本作是以2013年由波麗佳音主辦的「動畫化大獎 Powered by 波麗佳音」的大獎作品《D.backup》為原案進行改編。
本作在公開上映前，曾於2015年10月22日至31日舉辦的第28屆東京國際電影節上先行上映。
為莉茉配音的花守由美里，是第一次出演動畫電影。

## 故事簡介
在名為「知識之箱」的空間內，存在著不同時間的世界。名為杜兒及桃樂絲的兩名少女，肩負著對抗敵人「病毒」及刪除被「病毒」感染的世界的重任。
某日，兩人因感受到有新的病毒誕生而前往消滅，但在過程中卻發現一名被病毒襲擊的少女。在救出少女且等待其清醒後，她們詢問其的身份及來自何處，可惜少女喪失了記憶，只記起自己名為「莉茉」及「我必須回到花田」這一句話……

## 宣傳標語
- 「復原世界。「知識之箱」的少女們的故事。」
- 「全部都是為了我們的未來。」
- 「你的未來由我們來守護。」

## 登場人物

### 知識之箱
莉茉（配音：花守由美里）
在「知識之箱」迷路的程式少女。失去記憶，只記得自己的名字和「我必須回去花田才行」這樣的話而已，不記得自己是誰。
杜兒（配音：種田梨沙）
為了保護「知識之箱」而戰的防毒軟體少女，個性沉默寡言。
桃樂絲（配音：佐倉綾音）
和杜兒一起保護「知識之箱」的防毒軟體少女，個性嘮叨。

### 現實世界
菫（配音：茅野愛衣（年輕）／片貝薫（老年））
有鋼琴抱負的女孩。於倫敦留學。
丹尼爾·道森（配音：高橋伸也）
居住於倫敦的編成人員。與成為世界性鋼琴家的菫結婚、開發一款取名自妻子的作業系統「ViOS（Violet operating system、略称：Vaiosu）」
戴安娜（配音：中村綾）
丹尼爾和菫的女兒。與父親一樣為電腦世界開發。開發出以地球環境的維持管理為目的的ViOS專用程式「mother」。
莉茉涅（配音：花守由美里）
戴安娜的女兒。

## 工作人員
- 原案：Physics Point『D.backup』
- 監督：石濱真史
- 劇本：志茂文彥
- 人物原案：监督
- 人物設計：瀨川真矢
- 主動畫師：川村敏江
- 世界概念設計：六七質
- 畫面設定：竹内志保
- 色彩設定：中尾總子
- 美術監督：吉原俊一郎
- 攝影監督：髙橋賢司
- 音響監督：本山哲
- 音響製作：DAX International
- 音樂：横山克
- 動畫制作：A-1 Pictures
- 發行、音樂制作：波麗佳音

## 主題歌
主題歌
作詞：岩城由美，作曲、編曲：横山克，主唱：THREE（花守由美里、種田梨沙、佐倉綾音）
插曲
作詞：ENA☆，作曲、编曲：横山克，主唱： starring 種田梨沙、佐倉綾音
插曲
作詞：ENA☆，作曲：横山克，编曲：堤博明，主唱： starring 花守由美里
印象曲
作詞、作曲：Chukka，編曲：Chukka、，主唱： Prototype（花守由美里）

## 外部連結
- 《玻璃花與毀壞的世界》官網（日語）
- 《玻璃花與毀壞的世界》官方Twitter的X（前Twitter）（日語）